# La Terreta
La Terreta Ribagorçana (també coneguda com la Clotada d'Areny, i antigament, la Noguerola) és una subcomarca o comarca natural catalana, situada entre l'embassament d'Escales al nord i el congost de Mont-rebei (serra del Montsec) al sud; entre aquests dos punts, abasta les dues ribes del riu Noguera Ribagorçana. Administrativament, està repartida entre la comarca aragonesa catalanoparlant de la Baixa Ribagorça a l'oest i la comarca catalana del Pallars Jussà a l'est. En la divisió comarcal proposada per l'Enciclopèdia Catalana, la Terreta forma la part més meridional de l'Alta Ribagorça, seguint les directrius de la divisió comarcal del 1936 i la seva reforma del 1939. En els àmbits acadèmics, la Terreta sempre ha estat considerada formant part de l'Alta Ribagorça.
Una de les raons per les quals es va desestimar la inclusió de la Terreta en l'actual comarca de l'Alta Ribagorça fou el fet que dos dels antics municipis de la Terreta que havien d'integrar la comarca eren Espluga de Serra i Sapeira, que el 1970 foren agregats al terme municipal de Tremp, cap del Pallars Jussà. Un tercer antic municipi ribagorçà, el de Benés, també fou agregat a un municipi pallarès: el de Sarroca de Bellera, encara que aquest no pertany a la Terreta.
Integraven la Terreta, entre d'altres, els pobles d'Aulàs, Castellet, Esplugafreda, Espluga de Serra, els Masos de Tamúrcia, Sapeira, Torogó i la Torre de Tamúrcia.
La terra d'aquesta comarca natural és molt pobra per als conreus, i fins i tot per a les pastures. D'aquí ve, segons la tradició, el nom de la Terreta.
El 19 de juny tenia lloc l'aplec de Sant Gervàs i sant Protàs, a l'ermita dedicada a aquests sants, popularment anomenada de sant Girvàs, enfilada en els vessants meridionals de la Serra de Sant Girvàs, al nord-est de la Torre de Tamúrcia. Aquest aplec esdevenia temps enrere l'autèntica Festa Major de la Terreta. Actualment se celebra el diumenge immediatament posterior a aquell dia.
Actualment la Terreta forma part de l'Espai d'interès natural de Vall Alta de Serradell - Terreta - Serra de Sant Gervàs.